# Privilegiata Compagnia Orientale Imperiale
La Privilegiata Compagnia Orientale Imperiale fu una compagnia commerciale di stato austriaca attiva dal 1719 al 1740, durante il regno di Carlo VI del Sacro Romano Impero.

## Contesto storico
I primi tentativi di centralizzare la politica economica delle terre austriache vennero fatti subito dopo la Guerra dei Trent'anni. I villaggi boemi avevano chiesto a Ferdinando il permesso di raffinare dei materiali grezzi per l'esportazione e Johann Joachim Becher divenne il capo di questi mercanti. L'imperatore Leopoldo I lo inviò in missione nei Paesi Bassi e Becher venne nominato consigliere del commercio a Vienna nel 1666 ispirando la creazione di una Commissione del Commercio (Kommerzkollegium) a Vienna. Egli organizzò le prime produzioni di seta nei Paesi Bassi austriaci dopo la guerra sotto la presidenza di Philipp Ludwig Wenzel von Sinzendorf. Becher sostenne il governo nella creazione di una serie di gilde di artigiani per la raffinazione dei beni prodotti. Dal 1672 promosse la costruzione di una fabbrica per la lavorazione della lana a Linz. Quattro anni dopo fondò delle tessiture nel villaggio boemo di Tabor dove vennero impiegati 186 dipendenti sotto la sua direzione.
Un editto di Leopoldo I del 1689 garantì al governo il diritto di controllare e monitorare i maestri delle gilde ed il loro operato. All'epoca la Commissione del Commercio contava già 150.000 artigiani affiliati in tutte le terre austriache. Becher cercò di bilanciare la necessità di rilanciare il commercio dopo la guerra come pure bilanciare le produzioni con la popolazione disponibile nei villaggi.
L'intento ultimo era quello di aprire il commercio austriaco al mondo esterno ai confini dell'impero. Uno dei più grandi ostacoli però era il monopolio veneziano dell'Adriatico che impediva a tutti gli effetti alle navi di altre nazioni di poter commerciare liberamente in quello che all'epoca era noto come "Golfo di Venezia". Fu però l'imperatore Carlo VI a sbloccare la situazione: nel 1717, dopo la vittoriosa campagna contro gli ottomani (con Venezia come alleata), l'Adriatico venne dichiarato come idoneo al libero commercio senza incontrare opposizione alcuna da parte dei veneziani. Il 18 marzo 1719 Trieste e Fiume vennero dichiarati porti franchi dell'Impero per gli Asburgo. La Compagnia Orientale trasferì la propria sede quindi da Anversa dove era sorta a Trieste in quello stesso anno.

## Storia
Per promuovere i commerci con l'oriente, nel 1719 Carlo VI garantì la fondazione della Privilegiata Compagnia Orientale Imperiale (Kaiserliche privilegierte orientalische Kompagnie) per portare la bandiera del commercio asburgico nei Balcani. Nel 1723 venne fondata anche la famosa Compagnia di Ostenda, composta da finanziatori privati, per commerciare con le Indie orientali ed occidentali. L'imperatore si rese subito conto che la Compagnia di Ostenda avrebbe potuto facilmente scalzare quella austriaca nel Mediterraneo per i suoi più ampi e ricchi commerci e per questo chiese al suo direttore, Philipp Ludwig Wenzel von Sinzendorf, di foraggiarne le operazioni al massimo, con un capitale di 1.000.000 di talleri. L'intento di Sinzendorf era anche quello di stimolare il commercio interno partendo dalla possibilità di commerciare con gli ottomani, commerciando i beni prodotti nei confini dell'impero con l'estero. La compagnia si basava sul modello proposto in Francia dall'economista John Law ed ottenne poco dopo la sua nascita il diritto esclusivo di commercio col sultano lungo il Danubio e nell'Adriatico. Successivamente iniziò a commerciare anche con il Portogallo. Il monopolio della compagnia continuava ad ogni modo ad essere detenuto dallo stato austriaco.

## Bancarotta
La compagnia ad ogni modo presentò delle difficoltà sin dall'inizio, dal momento che molti privati si rifiutarono di aderirvi e di supportarla ed era quindi necessario raccogliere il capitale necessario per le varie operazioni commerciali. La Banca della Città di Vienna continuò a rimpinguare le mancanze e nel 1721 e nel 1729 venne organizzata addirittura una lotteria per raccogliere fondi, ma fu un fallimento. Oltre alle esclusive di commercio, la compagnia aveva il diritto di mantenere proprie fabbriche per migliorare la produzione nazionale. Nel 1722 la compagnia acquistò tutte le segherie di Linz e una nave stazionò fissa nell'Adriatico. Diede inizio alla costruzione di una raffineria di zucchero e una fabbrica di candele. Vennero costruiti degli uffici a Belgrado ed a Costantinopoli oltre alla sede di Trieste, oltre a sedi distaccate a Fiume ed a Messina. La compagnia, nel primo decennio della propria esistenza, non era riuscita a prevalere sugli altri mercanti dell'Impero ottomano. La Compagnia di Ostenda venne chiusa nel 1731 su pressione degli inglesi al Trattato di Vienna, clausola per consentire all'alleanza anglo-austriaca. Nel 1740 anche la Compagnia Orientale dichiarò la bancarotta dopo che l'Austria rifiutò l'offerta dei mercanti inglesi e olandesi di acquistare i diritti della compagnia nel 1732.

## Conseguenze
La compagnia se non altro nel periodo della propria esistenza contribuì allo sviluppo delle prime manifatture in Austria, industrie che sopravvissero anche dopo la sua bancarotta. La nuova imperatrice Maria Teresa non annullò gli effetti benefici creati dalla compagnia sul suolo viennese creando un nuovo Direttorio Commerciale nazionale nel 1749. Nel 1745 l'amministrazione di tutti i porti della compagnia passò di diritto all'Alta Intendenza Commerciale, un ufficio stabilito da suo padre nel 1731, di cui ora vennero ampliati poteri e competenze, mantenendole in essere sino al 1776. L'intera regione del Litorale dalmatico divenne quindi di diretta competenza dell'Alta Intendenza Commerciale, specificatamente orientata allo sviluppo del commercio con le altre province.
Nel 1759 la Compagnia privilegiata di Trieste venne a crearsi sulle ceneri della precedente per l'esportazione di carne salata, tabacco, candele e sego verso i territori del Banato.
Anche questa compagnia operò dal 1759 al 1769 prima di dichiarare definitivamente la bancarotta nel 1771. I suoi anni di splendore li ebbe tra il 1763 ed il 1765 quando, nel corso della Guerra dei Sette anni riuscì a rifornire la Francia attraverso Genova. La compagnia costruì una raffineria di zucchero a Fiume nel 1750. La compagnia ottenne l'autorizzazione a produrre in esclusiva zucchero per l'impero, vietando per atto nel 1755 l'importazione di zucchero dall'esterno. Al picco massimo della propria attività questa compagnia raggiunse 1000 impiegati, raggiungendo in breve tempo (secondo quando riportato dal diplomatico ragusano Luka Sorkočević che risiedette a Fiume nel 1782, nel proprio diario privato) beni per un valore di 2.500.000 talleri.